# Yamaha MT-15
La Yamaha MT-15 è una motocicletta di tipo naked prodotta dalla casa motociclistica giapponese Yamaha dal 2018.

## Profilo e descrizione
Presentata al Thai Motor Expo nel dicembre 2018, è la quinta moto della gamma MT, che comprende oltre alla MT-15, anche le MT-03, MT-07, MT-09 e MT-10.
Basata sulla Yamaha YZF-R15, monta un motore monocilindrico da 155 cm³ raffreddato ad acqua dotato di sistema per la fasatura variabile delle valvole (VVA). La forcella anteriore è a steli rovesciati. Le parti esterne della carena e il frontale, richiamano quelli della Yamaha MT-09.
Realizzata per essere venduta nei mercati asiatici, principalmente in quelli emergenti del sud-est asiatico, la produzione è iniziato in Thailandia a dicembre 2018, mentre in Malesia a novembre 2020.
La moto viene costruita anche in India da aprile 2019, con lo stesso motore e telaio delle specifiche, ma con alcune differenze su diverse parti come la forcella anteriore, il forcellone posteriore e le dimensioni delle ruote e per l'ABS che è di serie solo per i modelli indiani.